# Leichtathletik-Länderkampf der Männer 1934 Deutschland – Finnland
| 5. Leichtathletik-Länderkampf mit deutscher Beteiligung 1934 | 5. Leichtathletik-Länderkampf mit deutscher Beteiligung 1934 |
| ------------------------------------------------------------ | ------------------------------------------------------------ |
|                                                              |                                                              |
| Ländervergleich der Männer: Deutschland – Finnland           |                                                              |
| Austragungsort                                               | Berlin                                                       |
| Wettbewerbe                                                  | 19                                                           |
| Datum                                                        | 15./16. September 1934                                       |
| 1. GER 2. FIN                                                | 106,5 Punkte 096,5 Punkte                                    |
| Chronik                                                      |                                                              |
| ← SWE-GER (M)                                                | GER-FRA (M) →                                                |

Im fünften Vergleich des Leichtathletik-Länderkampfjahrs 1934 standen die deutschen Männer einem weiteren neuen Gegner gegenüber. Der 28. Länderkampf der Männer und 34. Länderkampf insgesamt wurde am 15. und 16. September in der deutschen Hauptstadt Berlin gegen Finnland ausgetragen. Nach der Niederlage gegen Schweden im letzten Vergleich setzte sich Deutschland gegen das bei den Europameisterschaften eine Woche zuvor zweitstärkste Team Finnland mit 106,5 Punkten gegenüber 96,5 Punkten durch.

## Modus
Gewertet wurde wie in der Begegnung mit Schweden nach dem später standardisierten Format. Einzeldisziplinen: Pl. 1: 5 P, Pl. 2: 3 P, …, Pl. 4: 1 P / Staffeln: Pl. 1: 3 P, Pl. 2: 1 P.

## Wettbewerbe
Wie schon im Aufeinandertreffen mit Schweden stand ein erweitertes Wettkampfangebot auf dem Programm. Deshalb war es sinnvoll, auch diese Begegnung an zwei Tagen auszutragen. Der gegen Schweden noch im Angebot stehende 3000-Meter-Hindernislauf fand hier im Gegensatz zu allen anderen Disziplinen allerdings keine Berücksichtigung.

## Resultate

### 100 m
| Platz | Athlet            | Land | Zeit (s) |
| ----- | ----------------- | ---- | -------- |
| 1     | Erwin Gillmeister | GER  | 10,8     |
| 2     | Erich Borchmeyer  | GER  | 10,9     |
| 3     | Paul Virtanen     | FIN  | 11,0     |
| 4     | Börje Strandvall  | FIN  | 11,2     |

Datum: 16. September

### 200 m
| Platz | Athlet           | Land | Zeit (s) |
| ----- | ---------------- | ---- | -------- |
| 1     | Erich Borchmeyer | GER  | 22.6     |
| 2     | Gerd Hornberger  | GER  | 23,1     |
| 3     | Börje Strandvall | FIN  | 23,6     |
| 4     | Paul Virtanen    | FIN  | 23,7     |

Datum: 15. September

### 400 m
| Platz | Athlet           | Land | Zeit (s) |
| ----- | ---------------- | ---- | -------- |
| 1     | Helmut Hamann    | GER  | 49,2     |
| 2     | Harry Voigt      | GER  | 49,2     |
| 3     | Heikki Mäkinen   | FIN  | 50,7     |
| 4     | Akilles Järvinen | FIN  | 51,3     |

Datum: 15. September

### 800 m
| Platz | Athlet             | Land | Zeit (min) |
| ----- | ------------------ | ---- | ---------- |
| 1     | Wolfgang Dessecker | GER  | 1:54,8     |
| 2     | Harry Larva        | FIN  | 1:55,0     |
| 3     | Ewald Mertens      | GER  | 1:55,0     |
| 4     | Kosti Kurkela      | FIN  | 1:58,6     |

Datum: 16. September

### 1500 m
| Platz | Athlet           | Land | Zeit (min) |
| ----- | ---------------- | ---- | ---------- |
| 1     | Lauri Virtanen   | FIN  | 4:00,6     |
| 2     | Matti Matilainen | FIN  | 4:00,9     |
| 3     | Werner Böttcher  | GER  | 4:01,2     |
| 4     | Edmund Stadler   | GER  | 4:01,2     |

Datum: 16. September

### 5000 m
| Platz | Athlet            | Land | Zeit (min) |
| ----- | ----------------- | ---- | ---------- |
| 1     | Lauri Virtanen    | FIN  | 14:56,2    |
| 2     | Volmari Iso-Hollo | FIN  | 14:56,4    |
| 3     | Max Syring        | GER  | 15:20,6    |
| 4     | Alfred Dompert    | GER  | 16:43,0    |

Datum: 15. September

### 10.000 m
| Platz | Athlet          | Land | Zeit (min) |
| ----- | --------------- | ---- | ---------- |
| 1     | Ilmari Salminen | FIN  | 32:15,8    |
| 2     | Arvo Askola     | FIN  | 32:16,2    |
| 3     | Otto Kohn       | GER  | 32:47,8    |
| 4     | Herbert Klos    | GER  | 33:17,8    |

Datum: 16. September

### 110 m Hürden
| Platz | Athlet         | Land | Zeit (s) |
| ----- | -------------- | ---- | -------- |
| 1     | Erwin Wegner   | GER  | 15,0     |
| 2     | Willi Welscher | GER  | 15,2     |
| 3     | Bengt Sjöstedt | FIN  | 15,3     |
| 4     | Yrjö Nora      | FIN  | 15,6     |

Datum: 15. September

### 400 m Hürden
| Platz | Athlet           | Land | Zeit (s) |
| ----- | ---------------- | ---- | -------- |
| 1     | Hans Scheele     | GER  | 54,8     |
| 2     | Erwin Wegner     | GER  | 55,2     |
| 3     | Akilles Järvinen | FIN  | 55,6     |
| 4     | Yrjö Nora        | FIN  | 55,8     |

Datum: 16. September

### 4 × 100 m Staffel
| Platz | Besetzung       | Land                                                           | Zeit (s) |
| ----- | --------------- | -------------------------------------------------------------- | -------- |
| 1     | Deutsches Reich | Egon Schein Erwin Gillmeister Gerd Hornberger Erich Borchmeyer | 42,0     |
| 2     | Finnland        | Paul Virtanen Bengt Sjöstedt Börje Strandvall Yrjö Nora        | 43,8     |

Datum: 15. September

### 4 × 400 m Staffel
| Platz | Besetzung       | Land                                                       | Zeit (min) |
| ----- | --------------- | ---------------------------------------------------------- | ---------- |
| 1     | Deutsches Reich | Helmut Hamann Willi Pöschke Hans Scheele Harry Voigt       | 3:19,2     |
| 2     | Finnland        | Börje Strandvall Yrjö Nora Heikki Mäkinen Akilles Järvinen | 3:27,6     |

Datum: 16. September

### Hochsprung
| Platz | Athlet          | Land | Höhe (m) |
| ----- | --------------- | ---- | -------- |
| 1     | Kalevi Kotkas   | FIN  | 2,00     |
| 2     | Gustav Weinkötz | GER  | 1,97     |
| 3     | Hans Martens    | GER  | 1,91     |
| 3     | Veikko Peräsalo | FIN  | 1,91     |

Datum: 15. September

### Stabhochsprung
| Platz | Athlet        | Land | Höhe (m) |
| ----- | ------------- | ---- | -------- |
| 1     | Gustav Wegner | GER  | 3,95     |
| 2     | Julius Müller | GER  | 3,70     |
| 3     | Eijo Vesanen  | FIN  | 3,60     |
| 4     | John Lindroth | FIN  | 3,00     |

Datum: 16. September

### Weitsprung
| Platz | Athlet          | Land | Weite (m) |
| ----- | --------------- | ---- | --------- |
| 1     | Martti Tolamo   | FIN  | 7,51      |
| 2     | Luz Long        | GER  | 7,40      |
| 3     | Wilhelm Leichum | GER  | 7,37      |
| 4     | Aaro Laine      | FIN  | 7,09      |

7,09
Datum: 15. September

### Dreisprung
| Platz | Athlet          | Land | Weite (m) |
| ----- | --------------- | ---- | --------- |
| 1     | Onni Rajasaari  | FIN  | 14,73     |
| 2     | Toivo Pöyry     | FIN  | 14,16     |
| 3     | Willi de Lamboy | GER  | 13,89     |
| 4     | Wilhelm Sälzer  | GER  | 13,74     |

Datum: 16. September

### Kugelstoßen
| Platz | Athlet         | Land | Weite (m) |
| ----- | -------------- | ---- | --------- |
| 1     | Hans Woellke   | GER  | 15,39     |
| 2     | Willy Schröder | GER  | 14,56     |
| 3     | Martti Alarotu | FIN  | 14,47     |
| 4     | Risto Kuntsi   | FIN  | 14,38     |

Datum: 15. September

### Diskuswurf
| Platz | Athlet                | Land | Weite (m) |
| ----- | --------------------- | ---- | --------- |
| 1     | Hans-Heinrich Sievert | GER  | 45,78     |
| 2     | Einar Lampinen        | FIN  | 45,36     |
| 3     | Eino Kenttä           | FIN  | 45,24     |
| 4     | Hans Fritsch          | GER  | 43,02     |

Datum: 16. September

### Hammerwurf
| Platz | Athlet        | Land | Weite (m) |
| ----- | ------------- | ---- | --------- |
| 1     | Ville Pörhölä | FIN  | 51,68     |
| 2     | Sulo Pärni    | FIN  | 47,48     |
| 3     | Rudolf Seeger | GER  | 47,45     |
| 4     | Johann Becker | GER  | 44,08     |

Datum: 16. September

### Speerwurf
| Platz | Athlet            | Land | Weite (m) |
| ----- | ----------------- | ---- | --------- |
| 1     | Matti Järvinen    | FIN  | 74,59     |
| 2     | Matti Sippala     | FIN  | 68,65     |
| 3     | Gottfried Weimann | GER  | 63,25     |
| 4     | Gerhard Stöck     | GER  | 62,71     |

Datum: 15. September

## Weblink
- TULOKSET: Maaottelu GER-FIN, Berlin GER, 15.–16.9.1934, ERGEBNISSE der finnischen Athleten im Länderkampf D-FIN, Berlin D, 15.–16.9.1934, tilastopaja.eu/fi (finnisch), abgerufen am 13. Dezember 2024